# La doppia vita di Andy Hardy
La doppia vita di Andy Hardy (Andy Hardy's Double Life) è un film del 1942 diretto da George B. Seitz.
Fu la terza apparizione sullo schermo per Esther Williams, messa sotto contratto nel 1942 dalla MGM che, all'inizio, le affidò ruoli di vario genere, cercando di scoprire come utilizzare al meglio le sue potenzialità di attrice.

## Produzione
Il film fu prodotto dalla Metro-Goldwyn-Mayer (MGM) (controlled by Loew's Incorporated). Venne girato a Culver City, negli studi Metro-Goldwyn-Mayer al 10202 di W. Washington Blvd dall'8 giugno al luglio 1942.

## Distribuzione
Distribuito dalla Metro-Goldwyn-Mayer (MGM), il film uscì nelle sale cinematografiche USA nel dicembre 1942. L'11 febbraio 1943, venne presentato a New York, distribuito poi in tutto il mondo.